# 因河地区文镇
因河地区文镇是奥地利上奥地利州因河畔布劳瑙县的一个市镇。总面积21平方公里，总人口1393人，人口密度66.3人/平方公里（2005年）。

## 地理
因河地区文镇位于因河河谷里，平均高度海拔370米。从北到南镇宽4.9千米，从西到东长7.5千米。镇的总面积为21.4平方千米。7.5%的面积是林地，82.7%的面积是农业用地。

## 周边镇
西北：哈特山麓圣彼得、北部：米宁、东北：因河畔米尔海姆、东部：阿尔特海姆、西南：特罗伊巴赫、南部：莫斯巴赫

## 行政分化
文镇分16个村。
整个镇的地籍管理由两个局负责。
整个镇属于同一统计地区。
地方法院位于因河畔布劳瑙县。

## 居民
1991年人口普查时文镇有1312名居民，2001年上升到1389人。人口增长的原因是当地的正出生/死亡比率高于略负的迁移比率。2001年到2011年间两个比率都是负的，因此镇上人口数降低到1365人。

## 历史
从巴伐利亚公国成立一直到1779年当地属于巴伐利亚。在切申和约中它随同因河地区一起被并入奥地利。反法同盟期间它又短期属于巴伐利亚，1816年它最终成为奥地利国土。
1848年革命后文镇被提升为村镇，1851年设镇。从1918年开始它属于上奥地利州。1938年3月13日德奧合併入纳粹德国后它属于上多瑙河省。1945年上奥地利州重设。

## 党派及选举
文镇的镇议会有19个议席，2015年地方选举的结果如下：奥地利人民党8席、奥地利社会民主党5席、奥地利自由党6席。镇长是人民党人约瑟夫·莫瑟尔。

## 镇徽

文镇镇徽的官方描述为：绿色的底上有一斜向张翅膀的银色鱼，鱼的下部弯曲。
镇色是绿-黄-绿。

## 文化和名胜
- 城堡遗迹
- 圣马丁教堂
- 家乡博物馆
- 众多小教堂[5]

## 名人
- 汉斯·普朗克（1925年-1992年），画家

## 书籍
- Franz Berger: Die Pfarren Moosbach, Mining und Weng. Akad. Preßvereinsdruckerei Linz, Linz 1907 (pdf（页面存档备份，存于）, OÖ Landesbibliothek).